# Dixie Dugan
Pour les articles homonymes, voir Dugan et Dixie Dugan (film).
Dixie Dugan est une héroïne de récits populaires américains, créée en 1928 par l'écrivain Joseph Patrick McEvoy (1897 – 1958), dans un roman-feuilleton publié par le journal Liberty puis sous forme de roman par Simon & Shuster sous le titre Show Girl, suivi d'un second roman, Show Girl in Hollywood. Les romans sont illustrés par le dessinateur John H. Striebel qui donne au personnage les traits de l'actrice Louise Brooks.
La série connait deux adaptations cinématographiques, Show Girl (1928) et Show Girl in Hollywood (1930). Streibel et McEvoy font ensuite de la série un comic-strip à succès dont la publication s'étendra de 1929 à 1966. Pendant la guerre, en 1943, la série Dixie Dugan fait à nouveau l'objet d'une adaptation cinématographique. Elle est alors incarnée par Lois Andrews. Dans ce film, Dixie travaille comme secrétaire pour le gouvernement américain, loin de son emploi d'origine de femme de spectacle hollywoodienne.